# Автошлях Т 0207
Автошля́х Т 0207 — автомобільний шлях територіального значення у Вінницькій та Кіровоградській областях. Пролягає територією Гайсинського та Голованівського районів через Джулинку — Гайворон — Благовіщенське. Загальна довжина — 46,1 км.

## Маршрут
Автошлях проходить через такі населені пункти:
| Автошлях Т 0207        |        |
| Вінницька область      |        |
| Гайсинський район      |        |
| Джулинка               | Т 0202 |
| Ставки                 |        |
| Кіровоградська область |        |
| Голованівський район   |        |
| Гайворон               |        |
| Хащувате               |        |
| Вільховецьке           |        |
| Тракт                  |        |
| Таужне                 |        |
| Мечиславка             |        |
| Йосипівка              |        |
| Благовіщенське         | E50М12 |